# Louis Crayton
Louis Crayton (Monrovia, 26 de outubro de 1977) é um ex-futebolista profissional liberiano que atuava como goleiro.

## Carreira
Louis Crayton representou o elenco da Seleção Liberiana de Futebol no Campeonato Africano das Nações de 2002.